# Mitteldeutsche Zeitung

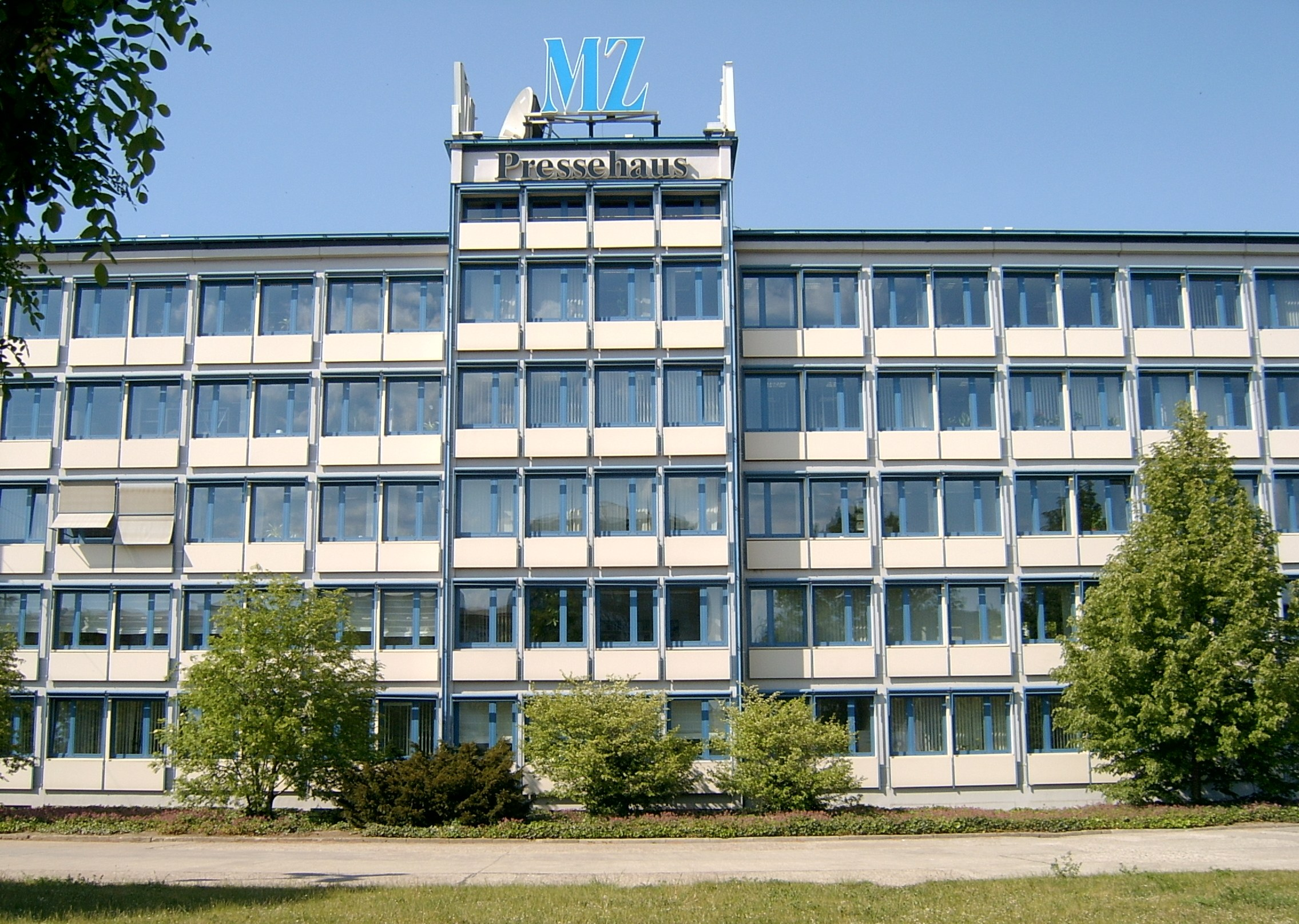
Huvudredaktionen i Halle an der Saale.

Mitteldeutsche Zeitung (förkortas MZ) är en tysk regional dagstidning för Halle an der Saales storstadsområde och södra Sachsen-Anhalt. Huvudredaktionen ligger i Halle an der Saale. Chefredaktörer är sedan 2010 Hartmut Augustin och Hans-Jürgen Greye. Tidningen ägs av M. DuMont Schauberg-förlagsgruppen och har en monopolställning som enda regionala dagstidning i Halle. Den sålda upplagan 2:a kvartalet 2016 inklusive alla lokalutgåvor uppgick till 178 427 exemplar.

## Historia
Tidningen grundades i den sovjetiska ockupationszonen under namnet Freiheit 1946, som partiorgan för kommunistpartiet SED i Bezirk Halle. I samband med Tysklands återförening 1990 privatiserades tidningen genom direkt försäljning till M. DuMont Schauberg-förlagsgruppen, utan föregående anbudsförfarande genom Treuhand som annars var brukligt, och bytte i samband med försäljningen namn till Mitteldeutsche Zeitung. Tidningen har drabbats hårdare än många andra dagstidningar av sjunkande upplagor, med en minskning från 1998 till 2016 med 51 procent.

## Utbredningsområde och lokalutgåvor
Tidningens utbredningsområde är huvudsakligen identiskt med det tidigare Bezirk Halle och den är den enda regionala dagstidningen i Halle an der Saales storstadsområde. Följande lokalutgåvor ges ut med lokalt redaktionellt material under eget namn:
- SaaleKurier i Halle (Saale)
- AnhaltKurier i Dessau-Rosslau
- Ascherslebener Zeitung i Aschersleben
- Bernburger Kurier i Bernburg
- Bitterfelder Zeitung i Bitterfeld-Wolfen
- ElbeKurier i Wittenberg
- Jessener Land i Jessen (Elster)
- Köthener Zeitung i Köthen
- Neuer Landbote i Merseburg
- Mansfelder Zeitung i Eisleben
- Quedlinburger Harz Bote i Quedlinburg
- Sangerhäuser Zeitung i Sangerhausen
- Weißenfelser Zeitung i Weissenfels
- Zeitzer Zeitung i Zeitz
- Naumburger Tageblatt i Naumburg an der Saale